# NGC 41
NGC 41 je spirální galaxie vzdálená od nás zhruba 245 milionů světelných let v souhvězdí Pegase.